# Louis Joanne
Pour les articles homonymes, voir Joanne.
Louis Joanne, né le 18 décembre 1924 à Chevanceaux (Charente-Inférieure) et mort le 11 mai 2005 à Chevanceaux (Charente-Maritime), est un homme politique français.

## Détail des fonctions et des mandats
Mandats parlementaires
- 30 juin 1968 - 1er avril 1973 : Député de la 4e circonscription de la Charente-Maritime
- 11 mars 1973 - 2 avril 1978 : Député de la 4e circonscription de la Charente-Maritime